# John James Audubon
John James Audubon (født 26. april 1785, død 27. januar 1851) var en amerikansk ornitolog og maler.
Audubon uddannede sig i sin første ungdom som maler i Paris under Jacques-Louis David, levede derefter som farmer i Pennsylvania og drev ivrig ornitologiske studier. 1826 drog han til Europa, stiftede her bekendtskab med datidens første naturforskere og påbegyndte udgivelsen af sine fortrinlige kolorerede tegninger af amerikanske fugle: Birds of America (London 1828-39, fire bind med 435 tavler). 1829 vendte Audubon tilbage til Amerika og skrev, som tekst til førnævnte tegninger American ornithological biography (Philadelphia 1831-39, fem bind). Efter et andet besøg i Europa slog han sig ned på Manhattan ved New York og påbegyndte her et billedværk over Amerikas pattedyr (The quadrupeds of America (Boston 1843-49, tre bind), til hvilket teksten Biography of American quadrupeds (Philadelphia 1846-50) til dels skyldes John Bachman.